# Мамедов, Энвер Назимович
Энвер Назимович Мамедов (азерб. Ənvər Nazim oğlu Məmmədov; 15 августа 1923, Баку — 6 сентября 2023, Москва) — советский государственный деятель, дипломат и журналист, первый заместитель председателя Гостелерадио СССР.

## Биография
Родился 15 августа 1923 года в Баку. Отец, Мамедов Назим Рауфович, преподаватель, был арестован и погиб в тюрьме в 1949 году. Реабилитирован (посмертно). Мать, Ольга Алексеевна Иванова, работала машинисткой, делопроизводителем.
По окончании 7-го класса Энвер Мамедов работал помощником слесаря.
Окончив среднюю школу, был принят курсантом в июне 1941 года в авиационное училище. Был отчислен из-за травмы.
Вернулся в Баку и был направлен слушателем на курсы военных переводчиков Разведуправления Генерального штаба РККА. Участник Великой Отечественной войны. В 1943 году уволен по ранению из армии и направлен на работу в Народный комиссариат иностранных дел СССР. В 1944—1945 годах работал пресс-атташе советского посольства в Италии. Участвовал в Нюрнбергском процессе в составе советской части международного военного трибунала.
В системе МИД СССР проработал на различных должностях до февраля 1950 года. В 1953 году окончил Первый московский государственный институт иностранных языков.
До 1956 года — главный редактор Главной редакции вещания на США, Англию и Латинскую Америку.
В 1956 году вернулся в МИД, до 1959 года — советник-посланник посольства СССР в Вашингтоне. Главный редактор журнала «USSR».
С 1959 по 1960 год — главный редактор, первый заместитель председателя Совинформбюро.
В 1961 году назначен первым заместителем председателя правления Агентства печати «Новости» (АПН), политобозреватель АПН.
С 1962 по 1985 год — первый заместитель председателя Гостелерадио.
С 1986 по 1992 год — политобозреватель АПН, советник, консультант РИА-радио, затем — советник главного редактора «РИА Новости».
Владел английским, немецким, итальянским и французским языками.
Награждён семью орденами, десятью медалями.
В 2011 году удостоен Благодарности Президента Российской Федерации — за большие заслуги в развитии отечественного телерадиовещания и многолетнюю плодотворную деятельность. В 2023 году представлен к ордену Александра Невского.
Скончался 6 сентября 2023 года на 101-м году жизни. Похоронен на Троекуровском кладбище (уч. 20).

## Семья
Сын, Георгий Энверович Мамедов (род. 1947) — дипломат, заместитель министра иностранных дел Российской Федерации (1991—2003), чрезвычайный и полномочный посол.